# Jean-Michel Guédé
Jean-Michel Guédé Akénon (ur. 31 grudnia 1965 w Guessabo) – iworyjski piłkarz grający na pozycji napastnika. W swojej karierze grał w reprezentacji Wybrzeża Kości Słoniowej.

## Kariera klubowa
Swoją karierę piłkarską Guédé rozpoczął w klubie Stella Club d’Adjamé. W 1981 roku zadebiutował w nim i grał w nim do 1982 roku. Wraz z nim wywalczył mistrzostwo Wybrzeża Kości Słoniowej w sezonie 1981.
W 1982 roku Goba przeszedł do francuskiego drugoligowca Montpellier HSC. W sezonie 1986/1987 awansował z nim do pierwszej ligi. W Montpellier grał do 1988 roku. Następnie występował w klubach takich jak: Stade Lavallois (1988-1992), LB Châteauroux (1992-1993), Stade Brestois 29 (1993-1994), Entente Perrier Vergèze (1994-1995), Dover Athletic (1995-1996) i USS Tamponnaise (1996).
| Sezon   | Klub                    | Kraj                     | Rozgrywki                 | Mecze | Bramki |
| ------- | ----------------------- | ------------------------ | ------------------------- | ----- | ------ |
| 1981    | Stella Club d’Adjamé    | Wybrzeże Kości Słoniowej | Ligue 1 MTN               | ?     | ?      |
| 1982    | Stella Club d’Adjamé    | Wybrzeże Kości Słoniowej | Ligue 1 MTN               | ?     | ?      |
| 1982/83 | Montpellier HSC         | Francja                  | Division 2                | 13    | 3      |
| 1983/84 | Montpellier HSC         | Francja                  | Division 2                | 22    | 8      |
| 1984/85 | Montpellier HSC         | Francja                  | Division 2                | 32    | 6      |
| 1985/86 | Montpellier HSC         | Francja                  | Division 2                | 8     | 2      |
| 1986/87 | Montpellier HSC         | Francja                  | Division 2                | 14    | 1      |
| 1987/88 | Montpellier HSC         | Francja                  | Division 1                | 9     | 1      |
| 1988/89 | Stade Lavallois         | Francja                  | Division 1                | 19    | 2      |
| 1989/90 | Stade Lavallois         | Francja                  | Division 1                | 23    | 3      |
| 1990/91 | Stade Lavallois         | Francja                  | Division 1                | 30    | 4      |
| 1991/92 | Stade Lavallois         | Francja                  | Division 1                | 28    | 7      |
| 1992/93 | LB Châteauroux          | Francja                  | Division 2                | 25    | 2      |
| 1993/94 | Stade Brestois 29       | Francja                  | Championnat National      | ?     | ?      |
| 1994/95 | Entente Perrier Vergèze | Francja                  | VII liga                  | ?     | ?      |
| 1995/96 | Dover Athletic          | Anglia                   | Conference National       | ?     | ?      |
| 1996    | USS Tamponnaise         | Reunion                  | Championnat de La Réunion | ?     | ?      |

## Kariera reprezentacyjna
W reprezentacji Wybrzeża Kości Słoniowej Guédé zadebiutował w 1983 roku. W 1984 roku został powołany do kadry na Puchar Narodów Afryki 1984. Na tym turnieju zagrał dwóch meczach grupowych: z Togo (3:0) i z Kamerunem (0:2). W kadrze narodowej grał do 1989 roku.